# Karin Fredriksson (konstnär)
Karin Fredriksson, född 1953 i Hälsingland, är en svensk konstnär, illustratör och serietecknare. Hon tilldelades Albert Engström-priset år 2020.
Fredriksson är utbildad på Konstfack i Stockholm. Hon har gett ut tecknade serier om bland andra Vincent van Gogh och Albert Engström, och finns som bildkonstnär representerad hos kommuner, landsting och stat.